# 이범익 (1883년)
이범익(李範益, 일본식 이름: 淸原範益기요하라 한에키, 1883년 음력 10월 15일 ~ ?)은 대한제국과 일제강점기의 관료이며 조선총독부 중추원 참의를 지냈다.

## 생애
충청북도 단양군에서 관리의 아들로 태어났다. 한학을 배우다가 1898년에 관립한성외국어학교에 입학하였고, 1902년에 이 학교 일어과를 졸업하였다. 학교 졸업 후 판임관 6등인 모교의 교관으로 임용되었다.
곧 러일 전쟁이 발발하고 일본 제국의 승리로 끝나면서 일본어에 능통한 조선인의 쓰임새가 많아졌다. 이범익은 러일 전쟁 때 통역으로 일본군을 도왔고, 공을 인정받아 일본 육군 통역으로 일본에 머물면서 메이지 대학 교외생으로 법학 공부를 했다. 이후 한일 병합 조약으로 대한제국이 소멸할 때까지 탁지부와 농상공부, 내부에서 근무하였다.
내부 서기관을 맡고 있다가 조선총독부 체제가 출범하면서 내무부 지방국 소속으로 이동하였고, 1912년에는 강원도 춘천군 군수로 발탁되었다. 이후 경상북도 달성군과 예천군 군수를 거치며 경북 지방토지조사위원회 임시위원을 겸임하였고, 1921년에는 총독부 사무관으로 승진하였다.
총독부 내무국에서 사무관으로 근무하다가 1924년에 황해도 내무부장으로 발령받았다. 이후로도 승진을 거듭하여 1927년에 경상남도 참여관이 되었고, 1929년에는 강원도 지사, 1935년에는 충청남도 지사가 되었다.
이범익은 중추원 참의로 발탁된 것은 물론, 중일 전쟁 발발 직후인 1937년에 만주국 고위 관료로 임용되어 조선인이 많은 간도 지역을 담당하는 간도성장을 맡았을 정도로 일본 제국의 신임을 받았다. 간도성장으로 재직하면서 간도특설대를 설치하는 등, 일제 강점기 말기에 만주 지역의 항일 운동을 탄압하는 활동을 총괄했다.
러일 전쟁 때의 공로로 은사금을 받은 바 있고, 1915년 다이쇼대례기념장, 1928년 쇼와대례기념장을 수여 받은 것을 비롯하여 일본 정부로부터 여러 차례 훈장을 받았다. 충남지사이던 1935년에 총독부가 편찬한 《조선공로자명감》에 조선인 공로자 353명 중 한 명으로 수록되어 있다. 1936년을 기준으로 종4위 훈2등에 서위되어 있었다.
“조선인 관리 가운데 가장 활동적인 인물”이며, 자신감과 주관이 뚜렷하다는 총독부의 평가가 남아 있다. 젊은 시절에는 특히 투지가 왕성하여 당당한 논리를 펼치면서 다른 사람과 격론을 벌이는 일이 잦았고, 군수 시절부터 이런 모습을 인정받았다. 참여관과 도지사가 된 뒤로는 다소 온화해졌다. 1949년 반민특위에 의해 체포되어 기소유예 처분을 받았다. 1950년 8월 한국 전쟁 때 납북되었다.

## 사후
2002년 발표된 친일파 708인 명단의 중추원, 도지사, 도 참여관, 총독부 사무관의 4개 분야에 수록되었고, 2008년 민족문제연구소가 정리한 친일인명사전 수록예정자 명단의 중추원과 관료, 해외 부문에 포함되었다. 2009년 친일반민족행위진상규명위원회가 발표한 친일반민족행위 705인 명단에도 포함되었다. 민족문제연구소의 명단에는 총독부 군수를 지낸 동생 이범관도 들어 있다.

## 같이 보기
- 조선총독부 중추원
- 간도특설대
- 이범관

## 참고자료
- 이범익(李範益) - 국사편찬위원회